# Експонента (теорія груп Лі)
У теорії груп Лі експонентою називається відображення з алгебри Лі {\displaystyle {\mathfrak {g}}} групи {\displaystyle G,} що приймає значення в самій групі. Експонента є одним з найголовніших інструментів вивчення груп і алгебр Лі і зв'язків між ними.
Звичайна експонента дійсних чисел чи експонента матриці є прикладами загальної експоненти для відповідних груп і алгебр Лі.

## Визначення
Нехай {\displaystyle G} — група Лі, а {\displaystyle {\mathfrak {g}}} — відповідна алгебра Лі. Алгебру Лі можна інтерпретувати, як дотичний простір в одиниці групи, тобто {\displaystyle T_{e}G} або як простір лівоінваріантних векторних полів на групі {\displaystyle G.} Таке лівоінваріантне векторне поле значення якого на одиничному елементі рівне {\displaystyle X} позначається {\displaystyle v_{X}.}
Оскільки група Лі є гладким многовидом для векторного поля {\displaystyle v_{X}} в околі одиничного елемента існує інтегральна крива {\displaystyle \gamma _{X}(t)} така що {\displaystyle \gamma _{X}(0)=e.} Неважко довести, що для груп Лі дана інтегральна крива визначена для всіх дійсних чисел і {\displaystyle \gamma _{X}(s+t)=\gamma _{X}(s)\gamma _{X}(t).}
Тому можна визначити відображення {\displaystyle \exp \colon {\mathfrak {g}}\to G} визначене як:
{\displaystyle \exp(X)=\gamma _{X}(1).}
Це відображення і називається експоненційним відображенням або експонентою.

## Приклади
- Позначивши {\displaystyle \mathbb {R} _{+}} — множину додатних дійсних чисел з операцією множення отримаємо групу Лі алгебра Лі якої ізоморфна множині дійсних чисел. Експонента в цьому випадку рівна звичайній експоненті дійсних чисел.
- Нехай {\displaystyle GL(n,\mathbb {R} )} — множина невироджених дійсних матриць розмірності n. Разом з операцією множення матриць ця множина є групою Лі алгебра Лі якої рівна {\displaystyle M(n,\mathbb {R} )} — множина квадратних матриць розмірності n. Експонентою в цьому випадку буде експонента матриць.
- Нехай V — скінченновимірний дійсний лінійний простір, який з операцією додавання векторів є групою Лі. Тоді {\displaystyle \operatorname {Lie} (V)=V} через ідентифікацію простору V з його дотичним простором у точці 0. При такій ідентифікації експонента

{\displaystyle \operatorname {exp} :\operatorname {Lie} (V)=V\to V}
є тотожним відображенням.

## Властивості
- Якщо {\displaystyle t,s\in \mathbb {R} ,} то {\displaystyle \exp tX=\gamma _{tX}(1)=\gamma _{X}(t)} звідки з властивостей цих кривих {\displaystyle \exp(t+s)X=(\exp tX)(\exp sX).}
- Як наслідок з попереднього {\displaystyle \exp(-X)=(\exp X)^{-1}.\,}
- Експоненційне відображення {\displaystyle \exp \colon {\mathfrak {g}}\to G} є гладким відображенням. Його диференціал у нулі, {\displaystyle \exp _{*}\colon {\mathfrak {g}}\to {\mathfrak {g}}}, є тотожним лінійним відображенням. Відповідно експонента є дифеоморфізмом між деяким околом 0 в {\displaystyle {\mathfrak {g}}} і деяким околом одиничного елемента в групі {\displaystyle G}.
- Загалом проте експонента не є локальним дифеоморфізмом в кожній своїй точці, прикладом може бути відображення з so(3) в SO(3).
- {\displaystyle \exp tX} є однопараметричною підгрупою в {\displaystyle G,} тобто гладким гомоморфізмом х групи {\displaystyle \mathbb {R} } з операцією додавання в групу {\displaystyle G.} Більш того всі однопараметричні підгрупи в {\displaystyle G} мають вигляд {\displaystyle \exp tX} для деякого {\displaystyle X\in {\mathfrak {g}}.}
- Нехай {\displaystyle \phi \colon G\to H} — гомоморфізм груп Лі і {\displaystyle \phi _{*}} його диференціал в одиниці. Тоді наступна діаграма є комутуючою:

- Застосовуючи попередню властивість до приєднаних представлень групи {\displaystyle G} отримуємо властивості:
  - {\displaystyle g(\exp X)g^{-1}=\exp(\mathrm {Ad} _{g}X)\,}
  - {\displaystyle \mathrm {Ad} _{\exp X}=\exp(\mathrm {ad} _{X}).\,}
- Нехай елементи {\displaystyle X,Y\in {\mathfrak {g}}} комутують, тобто {\displaystyle [X,Y]=0,} тоді елементи {\displaystyle \exp X,\exp Y} комутують, як елементи групи {\displaystyle G} щодо операції множення в групі й крім того {\displaystyle \exp(X+Y)=\exp X\exp Y.}
- Позначивши {\displaystyle G_{e}} — зв'язану компоненту групи {\displaystyle G,} що містить одиничний елемент ({\displaystyle G_{e}} є підгрупою в {\displaystyle G}) то множина {\displaystyle {\exp X,\;X\in {\mathfrak {g}}}} є породжуючою для {\displaystyle G_{e},} тобто довільний елемент {\displaystyle g\in G_{e}} можна записати як {\displaystyle \exp X_{1}\cdot \exp X_{2}\cdot \ldots \cdot \exp X_{n},} де {\displaystyle X_{1},\ldots ,X_{n}\in {\mathfrak {g}}.} Зокрема група Лі є зв'язаною тоді й лише тоді коли всі її елементи можна записати в такому виді.
- Якщо група {\displaystyle G} є компактною або нільпотентною то експоненційне відображення є сюрєкцією на {\displaystyle G_{e},} тобто довільний елемент {\displaystyle g\in G_{e}} рівний {\displaystyle \exp X} для деякого {\displaystyle X\in {\mathfrak {g}}.} Це ж твердження справедливе і у випадку групи {\displaystyle GL(n,\mathbb {R} ).}
- Образ експоненційного відображення у зв'язаній але не компактній чи нільпотентній групі {\displaystyle SL(2,\mathbb {R} )} не рівний усій групі. Образом може бути {\displaystyle \mathbb {C} }-діагоналізовна матриця з власними значеннями рівними додатнім дійсним числам чи недійсним числам з модулем 1, недіагоналізовні матриці обидва власні значення яких рівні 1 і матриця {\displaystyle -I}. Зокрема матриці з дійсними від'ємними власними значеннями за винятком {\displaystyle -I} не належать образу.[1]